# Leichtathletik-Europameisterschaften 2012/Hammerwurf der Frauen

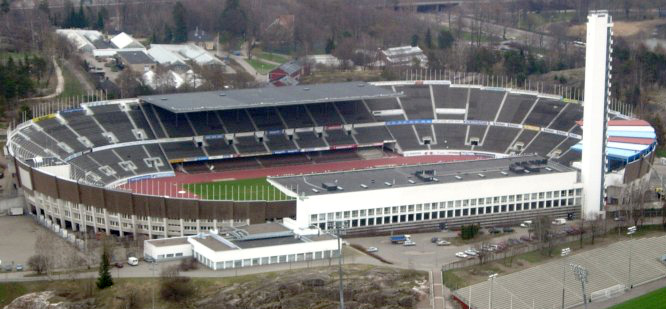
Das Olympiastadion Olympiastadion Helsinki im Jahr 2005

Der Hammerwurf der Frauen bei den Leichtathletik-Europameisterschaften 2012 wurde am 29. Juni und 1. Juli 2012 im Olympiastadion der finnischen Hauptstadt Helsinki ausgetragen.
Europameisterin wurde die polnische Weltmeisterin von 2009 und EM-Dritte von 2010 Anita Włodarczyk. Sie gewann vor der slowakischen WM-Dritten von 2009 Martina Hrašnová. Bronze ging an die Russin Anna Bulgakowa.

## Bestehende Rekorde
| Weltrekord           | 79,42 m | Betty Heidler    | Halle (Saale), Deutschland | 21. Mai 2011   |
| Europarekord         | 79,42 m | Betty Heidler    | Halle (Saale), Deutschland | 21. Mai 2011   |
| Meisterschaftsrekord | 76,67 m | Tatjana Lyssenko | EM Göteborg, Schweden      | 7. August 2006 |

Der bestehende EM-Rekord wurde bei diesen Europameisterschaften nicht erreicht. Die größte Weite erzielte die polnische Europameisterin Anita Włodarczyk im Finale mit 74,29 m, womit sie 2,38 m unter dem Rekord blieb. Zum Welt- und Europarekord fehlten ihr 5,13 m.

## Doping
In dieser Disziplin gab es einen Dopingfall
Der Moldawierin Zalina Marghieva, zunächst Achte, wurden in einem Dopingtest die verbotenen Substanzen Dehydrochlormethyltestosteron und Stanozolol nachgewiesen. Die Athletin wurde daraufhin aus der Olympiamannschaft der Republik Moldau für die Olympischen Spiele 2012 gestrichen. Später erhielt sie eine zweijährige Sperre vom 23. Juli 2013 bis 23. Juli 2015. Unter anderem ihr Resultat von diesen Europameisterschaften wurde ihr aberkannt.
Leidtragende waren vor allem zwei Athletinnen:
- Die Spanierin Berta Castells wurde im Finale um drei Versuche gebracht, die ihr als Achtplatzierte zugestanden hätten.
- Die Schwedin Tracey Andersson musste dem Finale zuschauen, wäre allerdings als Zwölfte nach der Qualifikation dort startberechtigt gewesen.

## Legende
Kurze Übersicht zur Bedeutung der Symbolik – so üblicherweise auch in sonstigen Veröffentlichungen verwendet:
| NM  | keine Weite (no mark)                 |
| ogV | ohne gültigen Versuch                 |
| DOP | wegen Dopingvergehens disqualifiziert |
| x   | ungültig                              |

## Qualifikation
29. Juni 2012, 11:35 Uhr
24 Wettbewerberinnen traten in zwei Gruppen zur Qualifikationsrunde an. Eine von ihnen (hellblau unterlegt) übertrafen die Qualifikationsweite für den direkten Finaleinzug von 71,00 m. Damit war die Mindestzahl von zwölf Finalteilnehmerinnen nicht erreicht. Das Finalfeld wurde mit den elf nächstplatzierten Sportlerinnen (hellgrün unterlegt) auf zwölf Werferinnen aufgefüllt. So reichten schließlich 66,89 m für die Finalteilnahme.

### Gruppe A
| Platz | Name                | Nation         | Resultat (m) | 1. Versuch (m) | 2. Versuch (m) | 3. Versuch (m) | Anmerkung                              |
| 1     | Berta Castells      | Spanien        | 68,52        | 68,11          | 67,25          | 68,52          |                                        |
| 2     | Stéphanie Falzon    | Frankreich     | 68,42        | x              | 68,42          | x              |                                        |
| 3     | Éva Orbán           | Ungarn         | 67,89        | 67,72          | x              | 67,89          |                                        |
| 4     | Tuğçe Şahutoğlu     | Türkei         | 67,47        | x              | 66,24          | 67,47          |                                        |
| 5     | Tracey Andersson    | Schweden       | 66,45        | 63,40          | x              | 66,45          | eigentlich für das Finale qualifiziert |
| 6     | Kateřina Šafránková | Tschechien     | 66,51        | 66,51          | 64,15          | x              |                                        |
| 7     | Barbara Špiler      | Slowenien      | 65,37        | 63,71          | x              | 65,37          |                                        |
| 8     | Betty Heidler       | Deutschland    | 65,06        | x              | x              | 65,06          |                                        |
| 9     | Mona Holm Solberg   | Norwegen       | 64,03        | 60,37          | 64,03          | 62,84          |                                        |
| 10    | Vânia Silva         | Portugal       | 62,81        | 61,53          | 62,81          | 61,04          |                                        |
| 11    | Sarah Holt          | Großbritannien | 61,18        | 61,06          | 59,12          | 61,18          |                                        |
| DOP   | Zalina Marghieva    | Moldau         | 69,86        | 68,47          | 67,34          | 69,86          | für das Finale zugelassen              |

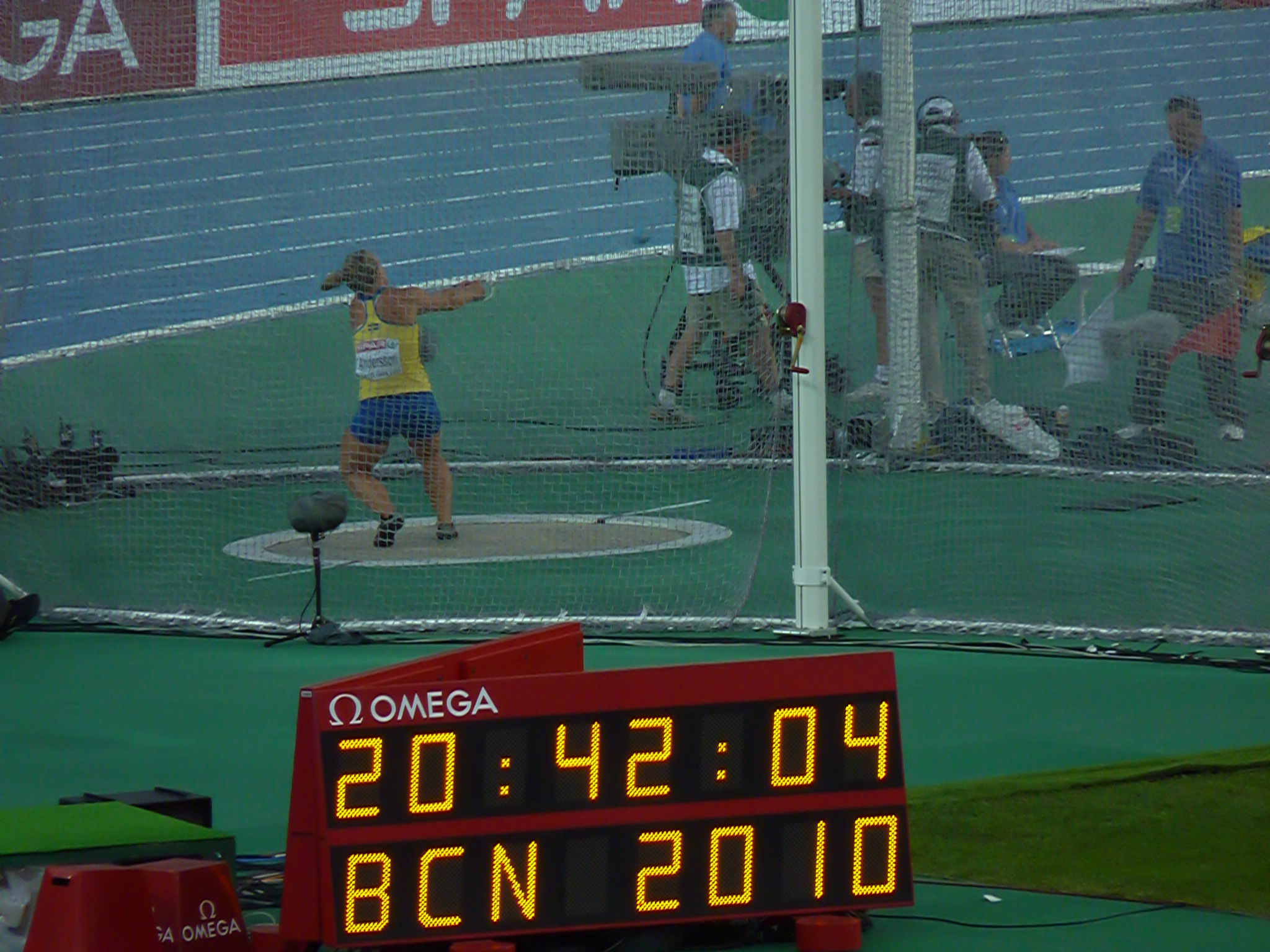
Tracey Andersson erzielte 66,45 m und wurde durch die gedopte Moldawierin um die Finalteilnahme gebracht

Weitere in Qualifikationsgruppe A ausgeschiedene Hammerwerferinnen:

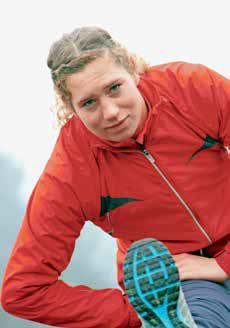
Barbara Špiler – 65,37 m
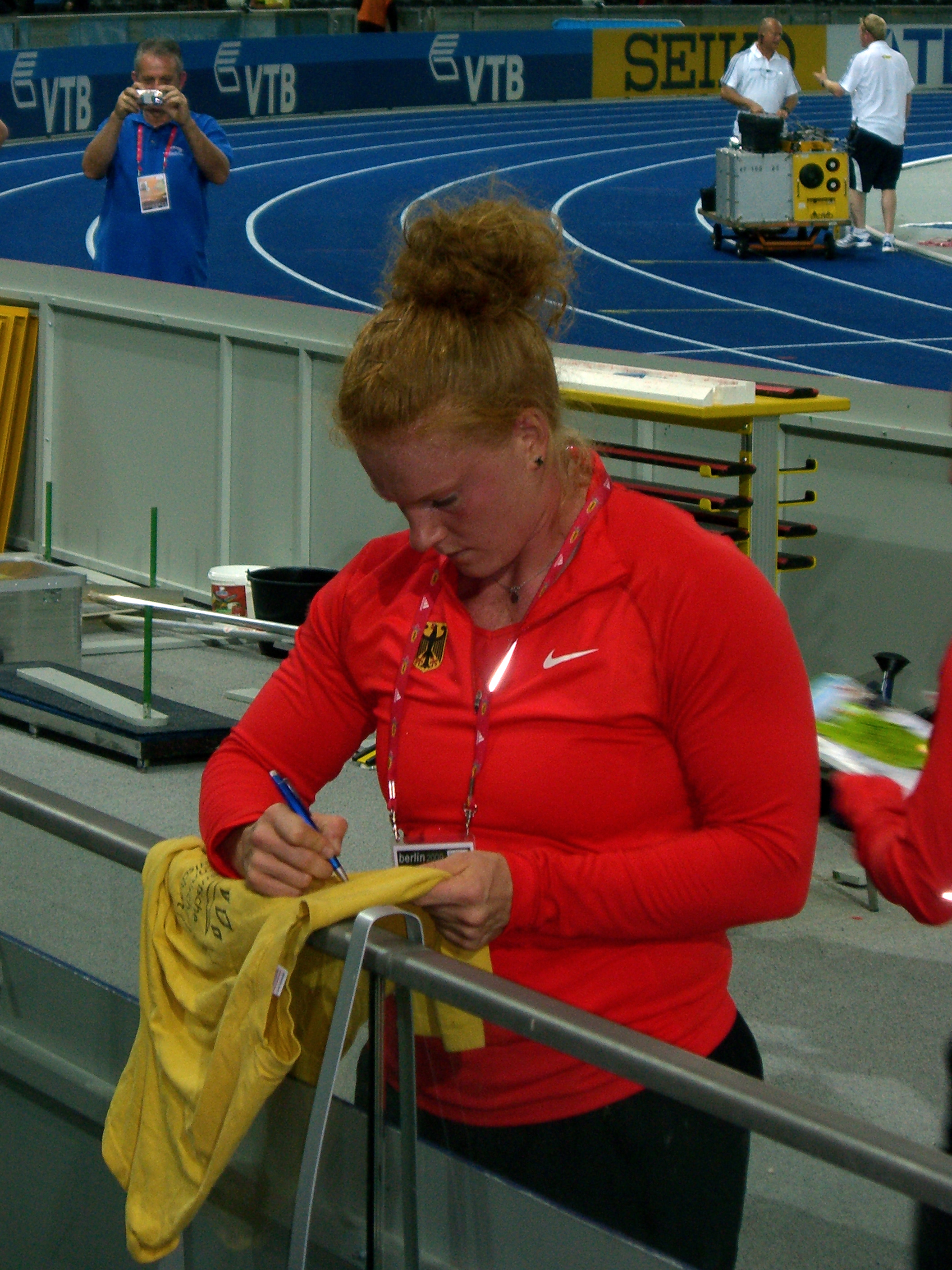
Ex-Weltmeisterin und Titelverteidigerin Betty Heidler – 65,06 m
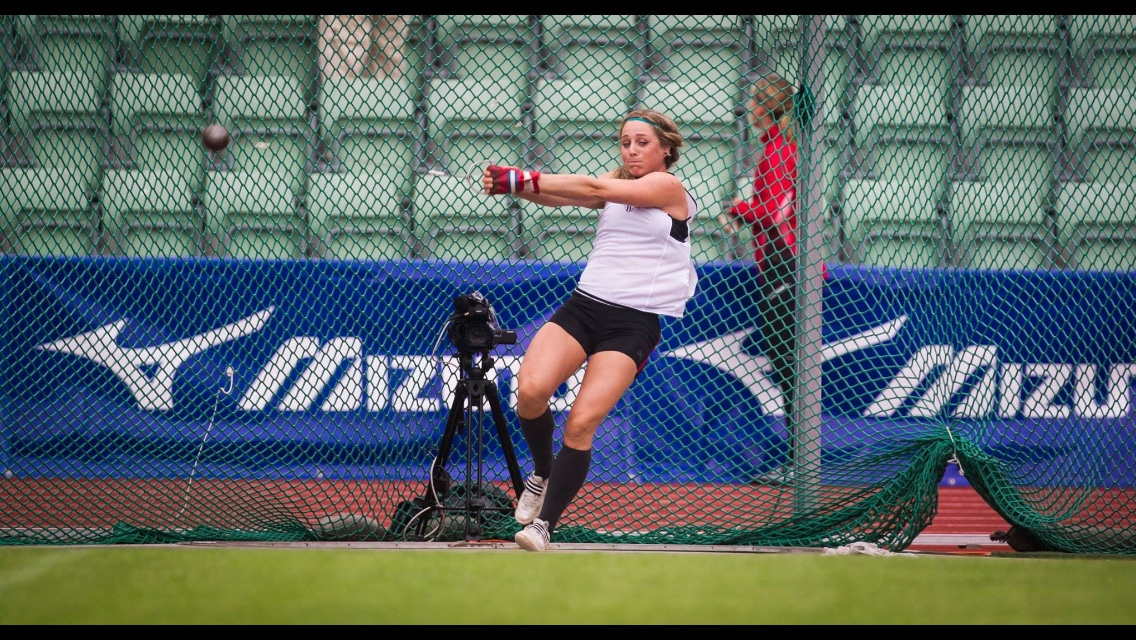
Mona Holm – 64,03 m

### Gruppe B

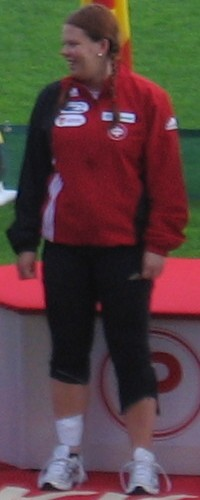
64,03 m reichten Merja Korpela nicht zur Finalteilnahme
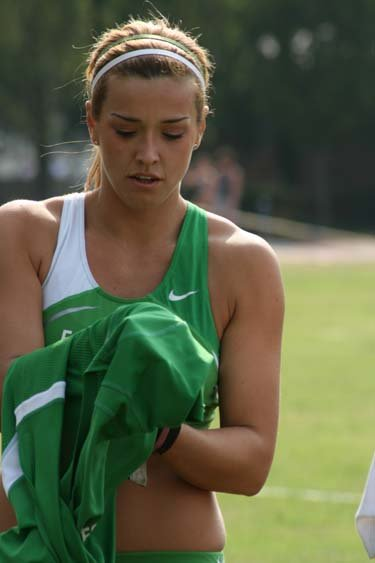
Silvia Salis blieb in der Qualifikation ohne gültigen Versuch

| Platz | Name             | Nation         | Resultat (m) | 1. Versuch (m) | 2. Versuch (m) | 3. Versuch (m) |
| 1     | Anita Włodarczyk | Polen          | 71,38        | 66,30          | 69,50          | 71,38          |
| 2     | Martina Hrašnová | Slowakei       | 69,67        | 67,76          | 69,67          | x              |
| 3     | Kathrin Klaas    | Deutschland    | 68,95        | 66,12          | 68,95          | 68,56          |
| 4     | Anna Bulgakowa   | Russland       | 68,44        | 68,44          | x              | x              |
| 5     | Bianca Perie     | Rumänien       | 67,46        | 67,14          | 63,98          | 67,46          |
| 6     | Sophie Hitchon   | Großbritannien | 67,08        | x              | 61,65          | 67,08          |
| 7     | Tereza Králová   | Tschechien     | 66,89        | 66,89          | 66,09          | x              |
| 8     | Marina Marghieva | Moldau         | 65,44        | 65,44          | x              | 65,11          |
| 9     | Merja Korpela    | Finnland       | 64,03        | 64,03          | 63,83          | 61,14          |
| 10    | Alina Kastrowa   | Belarus        | 62,51        | 62,51          | x              | x              |
| NM    | Laura Redondo    | Spanien        | ogV          | x              | x              | x              |
| NM    | Silvia Salis     | Italien        | ogV          | x              | x              | x              |

## Finale
1. Juli 2012, 16:00 Uhr
| Platz | Name             | Nation         | Resultat (m) | 1. Versuch (m) | 2. Versuch (m) | 3. Versuch (m) | 4. Versuch (m)                              | 5. Versuch (m)                              | 6. Versuch (m)                              |
| 1     | Anita Włodarczyk | Polen          | 74,29        | 74,02          | 73,17          | 73,29          | 74,29                                       | 73,93                                       | x                                           |
| 2     | Martina Hrašnová | Slowakei       | 73,34        | 70,57          | 73,34          | x              | 68,38                                       | x                                           | x                                           |
| 3     | Anna Bulgakowa   | Russland       | 71,47        | 70.84          | x              | 71,47          | 70.80                                       | 67,70                                       | x                                           |
| 4     | Kathrin Klaas    | Deutschland    | 70,44        | 66,53          | 70,44          | 67,03          | 66,82                                       | 70,34                                       | 69,75                                       |
| 5     | Tuğçe Şahutoğlu  | Türkei         | 70,21        | 68,12          | 70,21          | 68,23          | 67,63                                       | x                                           | 66,05                                       |
| 6     | Stéphanie Falzon | Frankreich     | 68,03        | 63,05          | 67,80          | 68,03          | 66,59                                       | 67,02                                       | x                                           |
| 7     | Éva Orbán        | Ungarn         | 67,92        | 66,81          | x              | 67,92          | x                                           | x                                           | 66,83                                       |
| 8     | Berta Castells   | Spanien        | 67,42        | 66,03          | 67,42          | x              | eigentlich zu 3 weiteren Würfen berechtigt  | eigentlich zu 3 weiteren Würfen berechtigt  | eigentlich zu 3 weiteren Würfen berechtigt  |
| 9     | Bianca Perie     | Rumänien       | 67,24        | 66,92          | x              | 67,24          | nicht im Finale der besten acht Werferinnen | nicht im Finale der besten acht Werferinnen | nicht im Finale der besten acht Werferinnen |
| 10    | Sophie Hitchon   | Großbritannien | 67,17        | 66,73          | 67,17          | x              | nicht im Finale der besten acht Werferinnen | nicht im Finale der besten acht Werferinnen | nicht im Finale der besten acht Werferinnen |
| 11    | Tereza Králová   | Tschechien     | 65,87        | x              | 65,29          | 65,87          | nicht im Finale der besten acht Werferinnen | nicht im Finale der besten acht Werferinnen | nicht im Finale der besten acht Werferinnen |
| DOP   | Zalina Marghieva | Moldau         | 67,92        | 67,92          | x              | x              | x                                           | x                                           | 65,53                                       |

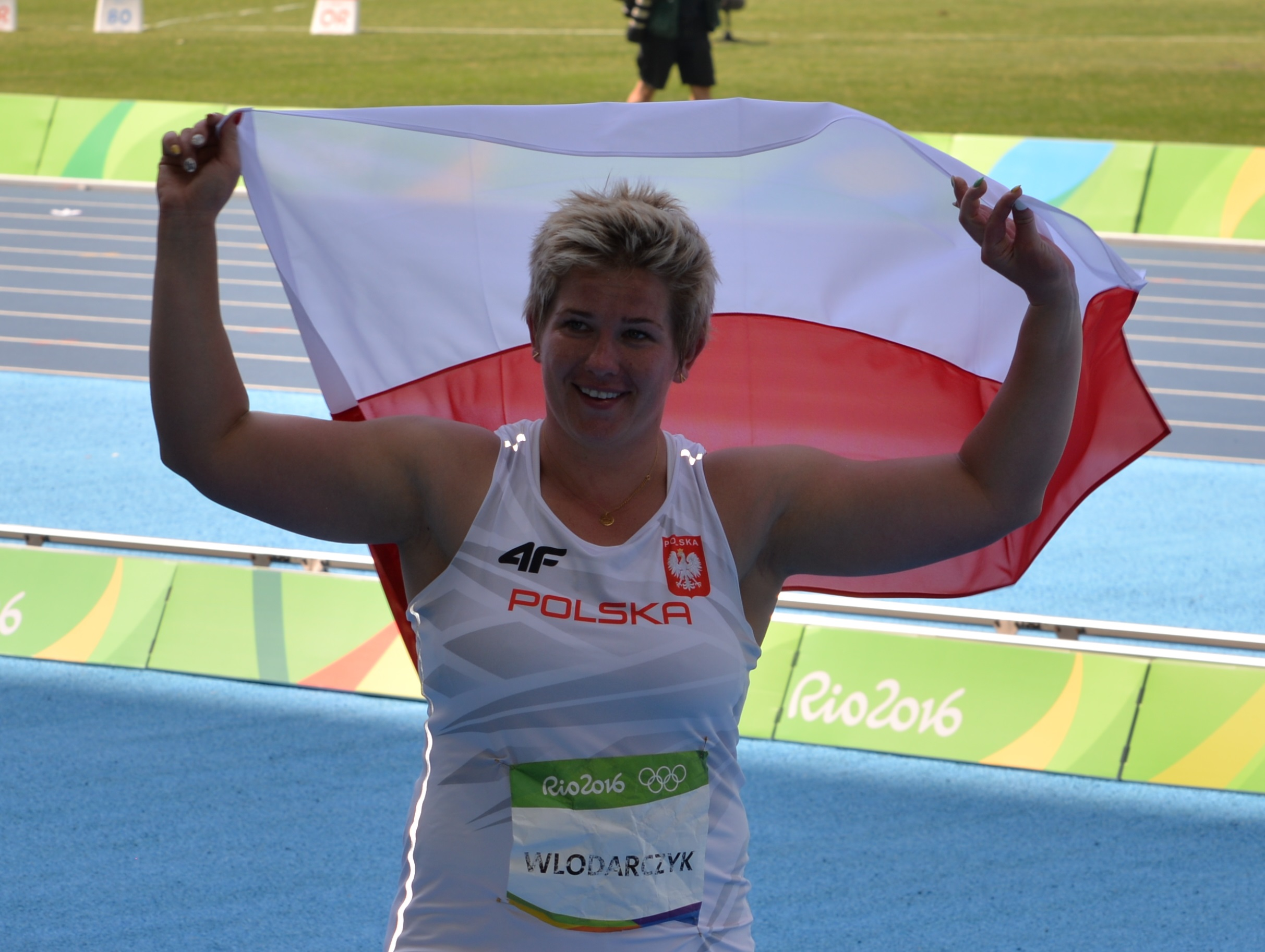
Anita Włodarczyk setzte eine Erfolgsserie fort, die noch lange andauern sollte
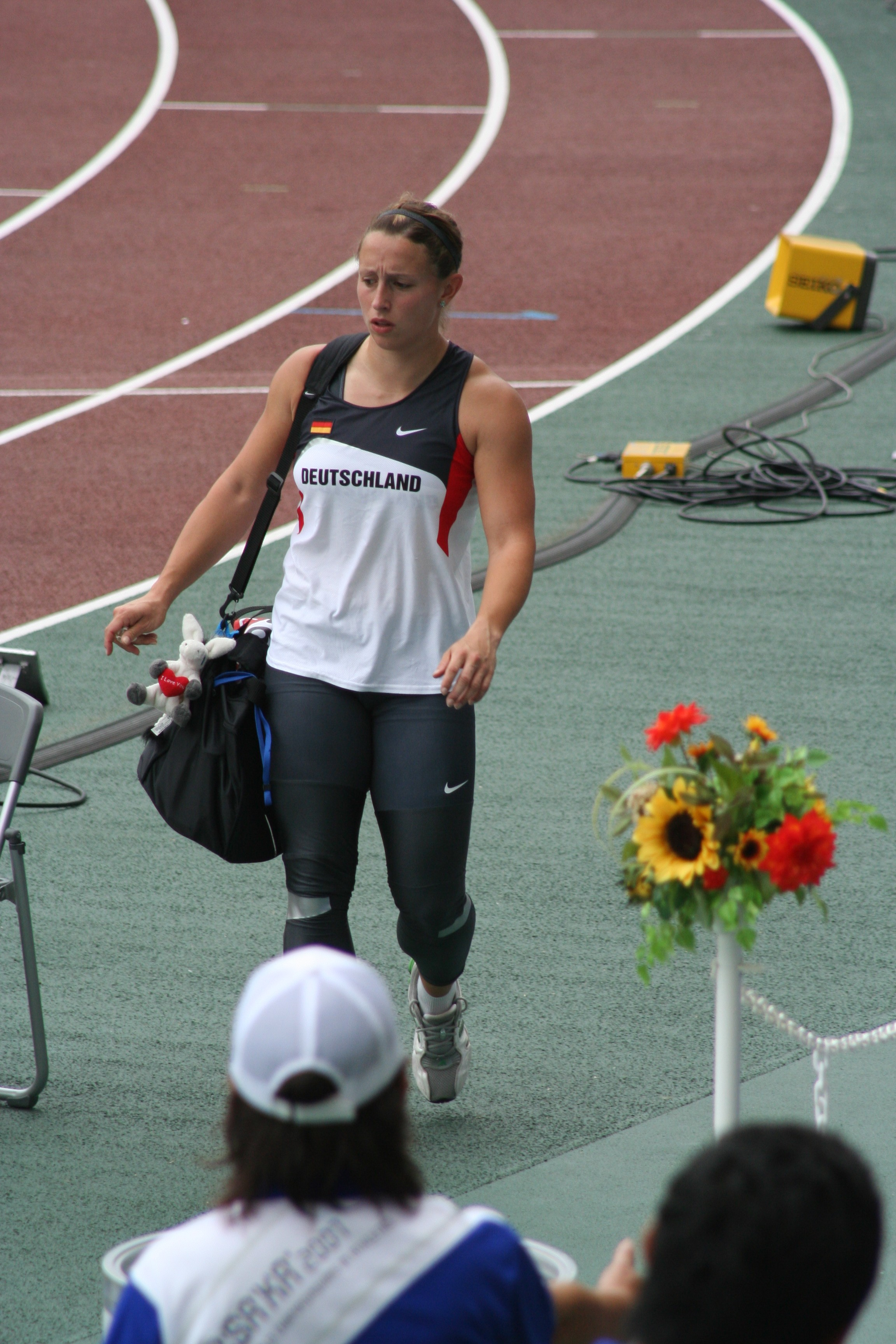
Kathrin Klaas verpasste als Vierte eine Medaille um etwas mehr als einen Meter
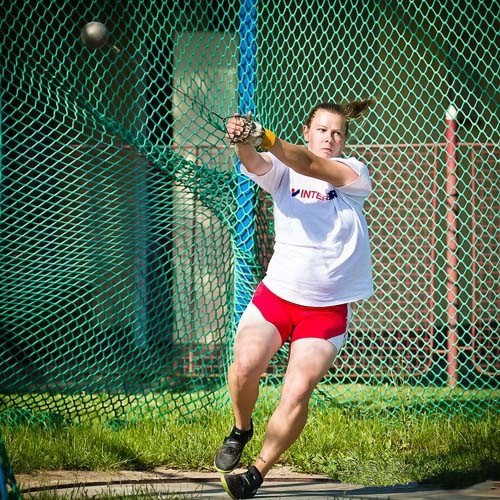
Éva Orbán belegte Rang sieben

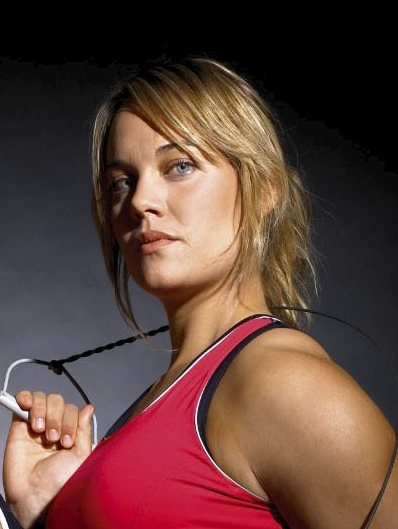
Die achtplatzierte Berta Castells wurde im Finale um drei ihr zustehende Versuche gebracht
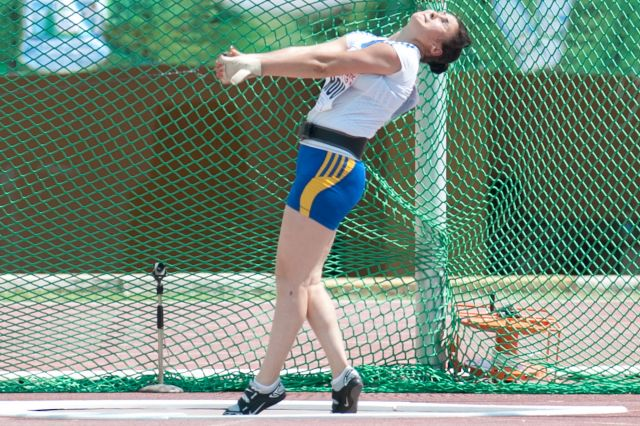
Bianca Perie, spätere Bianca Ghelber, erreichte Platz neun
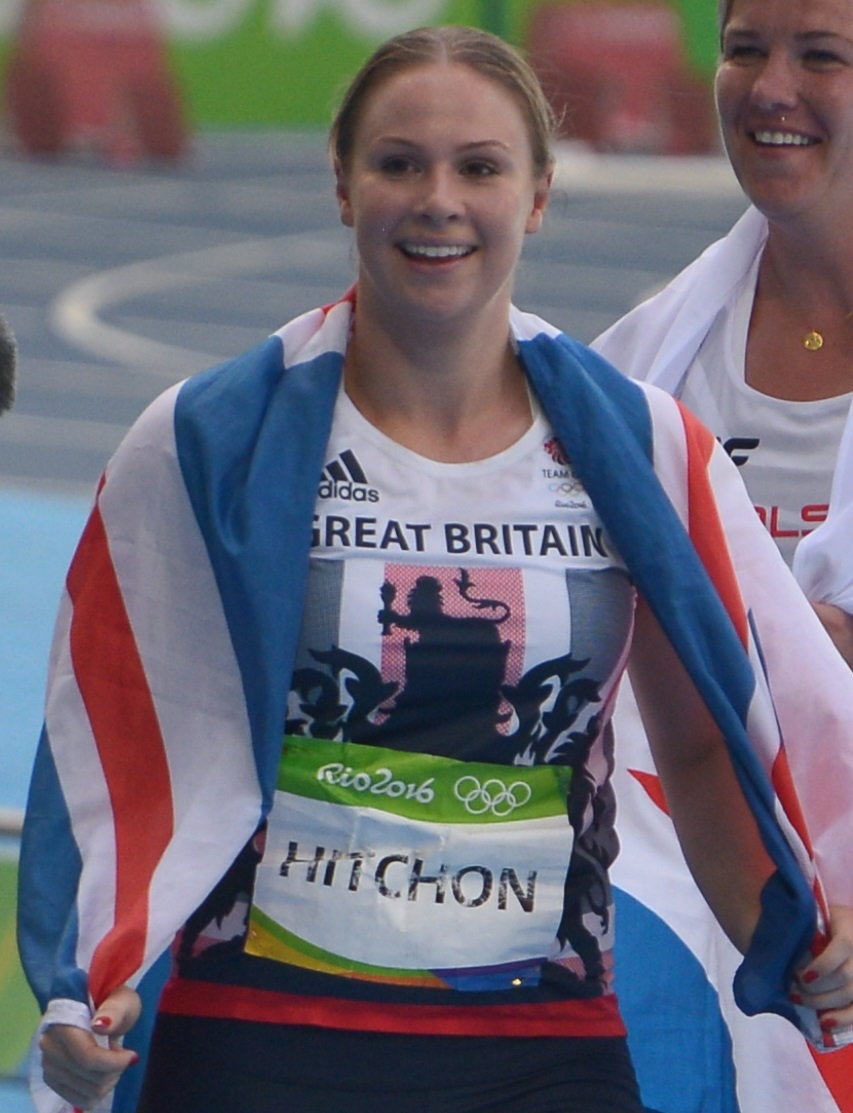
Sophie Hitchon kam auf den zehnten Platz – 2016 wurde sie Olympiadritte

## Videolink
- Hammer Throw Womens Final IAAF World Championships 2005 Helsinki, youtube.com, abgerufen am 6. März 2023